# Villavard
Villavard ist eine französische Gemeinde mit 125 Einwohnern (Stand: 1. Januar 2022) im Département Loir-et-Cher in der Region Centre-Val de Loire. Sie gehört zum Arrondissement Vendôme und ist Teil des Kantons Montoire-sur-le-Loir. 

## Geografie
Villavard liegt etwa 44 Kilometer nordnordöstlich von Tours und etwa 45 Kilometer westnordwestlich von Blois am Loir, der die Gemeinde im Westen begrenzt. Umgeben wird Villavard von den Nachbargemeinden Saint-Rimay im Norden und Nordosten, Houssay im Osten, Sasnières im Süden, Lavardin im Südwesten sowie Montoire-sur-le-Loir im Westen. An der Grenze zur Nachbargemeinde Saint-Rimay mündet das Flüsschen Fontaine de Sasnières in den Loir.

## Einwohnerentwicklung
| 1962                       | 1968 | 1975 | 1982 | 1990 | 1999 | 2006 | 2017 |
| 185                        | 164  | 156  | 134  | 127  | 133  | 145  | 128  |
| Quellen: Cassini und INSEE |      |      |      |      |      |      |      |

## Sehenswürdigkeiten
- Kirche La Bienheureuse-Vierge-Marie (auch Kirche Notre-Dame)

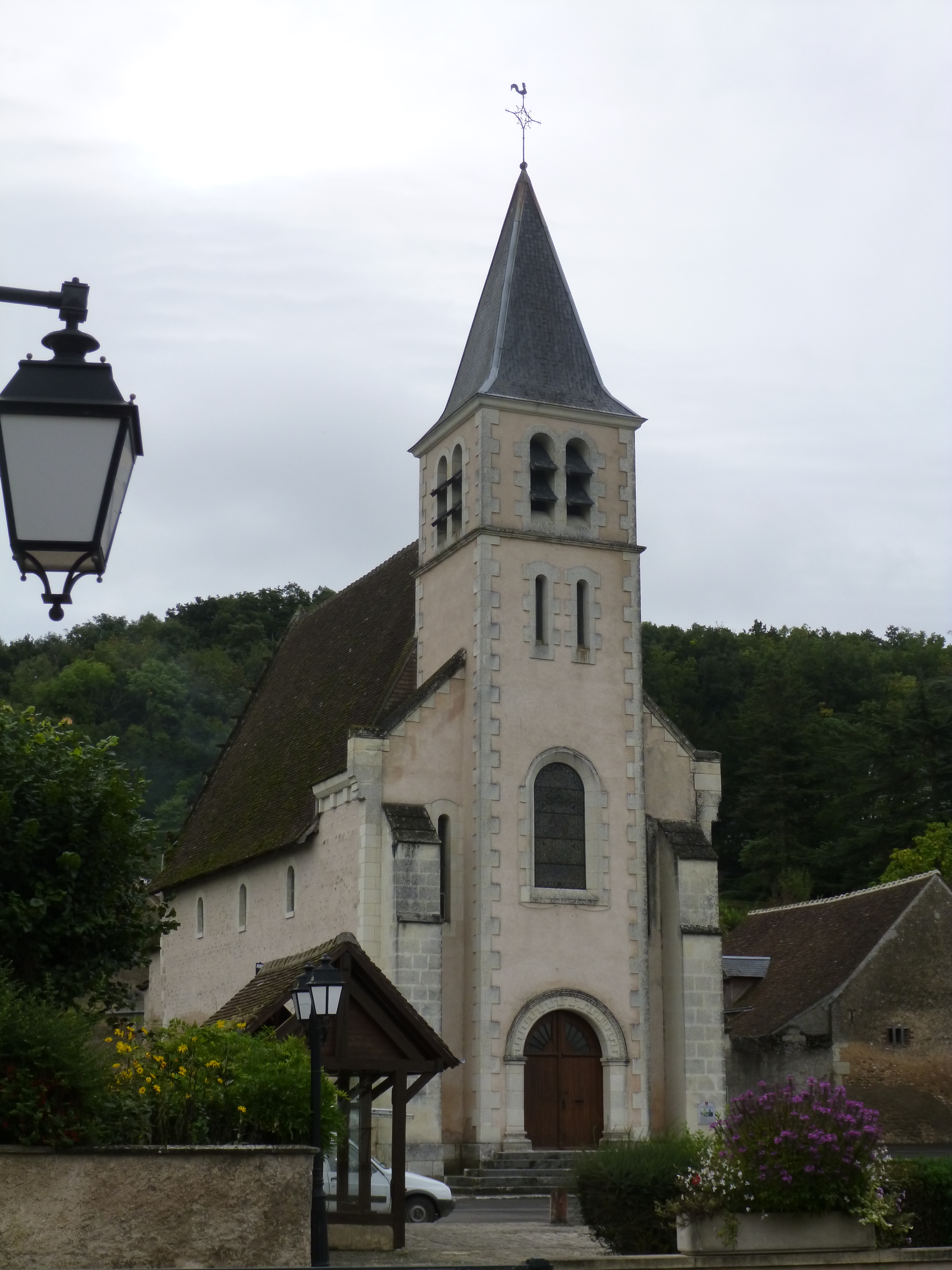
Kirche Notre-Dame